# RAI历史台
RAI历史台（義大利語：Rai Storia）是Rai Cultura拥有的意大利电视频道，Rai Cultura是意大利广播电视公司广播公司的子公司，可在意大利数字地面电视上使用。该频道于2002年6月17日以Rai Edu 2的名义推出，于2009年2月2日采用现名，并在意大利DTT频道54 onmux Rai 4播出。
2016年5月，该频道停止播放广告。从那时起，它完全由许可费提供资金

## 徽标

Rai Storia的第三个也是之前的徽标从2010年5月18日至2017年4月9日使用

Rai Storia自2017年4月10日以来的第四个也是当前徽标。